# Tyurkachi
Tyurkachi är en ort i Azerbajdzjan.   Den ligger i distriktet Ujar Rayonu, i den centrala delen av landet, 180 km väster om huvudstaden Baku. Tyurkachi ligger 10 meter över havet och antalet invånare är 429.
Terrängen runt Tyurkachi är mycket platt. Närmaste större samhälle är Ujar, 11,9 km väster om Tyurkachi.
Trakten runt Tyurkachi består till största delen av jordbruksmark. Runt Tyurkachi är det ganska tätbefolkat, med 80 invånare per kvadratkilometer.